# Окулярник санта-крузький
Окулярник санта-крузький (Zosterops sanctaecrucis) — вид горобцеподібних птахів родини окулярникових (Zosteropidae). Ендемік Соломонових Островів.

## Опис
Довжина птаха становить 12,5 см. Верхня частина тіла темно-оливкова, нижня частина тіла зеленувато-жовта, живіт і гузка жовті. Крила бурі з широкими оливковими краями. Очі карі, дзьоб чорний, лапи сизі. Виду не притаманний статевий диморфізм.

## Поширення і екологія
Санта-крузькі окулярники є ендеміками острова Нендо в архіпелазі Санта-Крус. Вони живуть в рівнинних тропічних лісах.